# Dominik Fitz
Dominik Fitz (* 16. června 1999) je rakouský fotbalista, který hraje jako záložník za rakouský klub Austria Vídeň.

## Reprezentační kariéra
Fitz byl v roce 2016 vybrán do týmu na mistrovství Evropy hráčů do 17 let. Ve čtvrtfinále Rakousko vyřadilo Portugalsko.
Fitz také hrál za reprezentaci do 18 let.
Dne 11. října 2019 odehrál Fitz svůj první zápas za reprezentaci do 21 let proti Turecku.